# Simpsonichthys espinhacensis
Simpsonichthys cholopteryx é uma espécie de peixe das nuvens ou killifish, endêmica do Brasil, do estado de Minas Gerais, que se encontra presente em afluentes de cabeceira da bacia do Rio Jequitinhonha.

## Área de Ocorrência
Conhecido apenas no município de Olhos d'Água mais especificamente na Vereda Volta da Capoeira e do Ribeirão da Areia, grandes áreas inundadas no período chuvoso.

## Ameaças
Seu habitat vem sendo degradado pelo fogo, captação de água, construção de aterros e desmatamento para plantações de Eucalipto e pecuária.

## Estado de Conservação
O ICMBio categorizou a espécie como Em Perigo (EN), mas seus critérios ainda não são públicos.